# Yasuaki Honda
Yasuaki Honda är en japansk rockartist som varit aktiv sedan 1982. Yasuaki har gett ut ett tiotal skivor och medverkat i diverse japanska filmer. Han har spelat gitarr och sjungit sedan han var 13. 